# William T. Hobbins

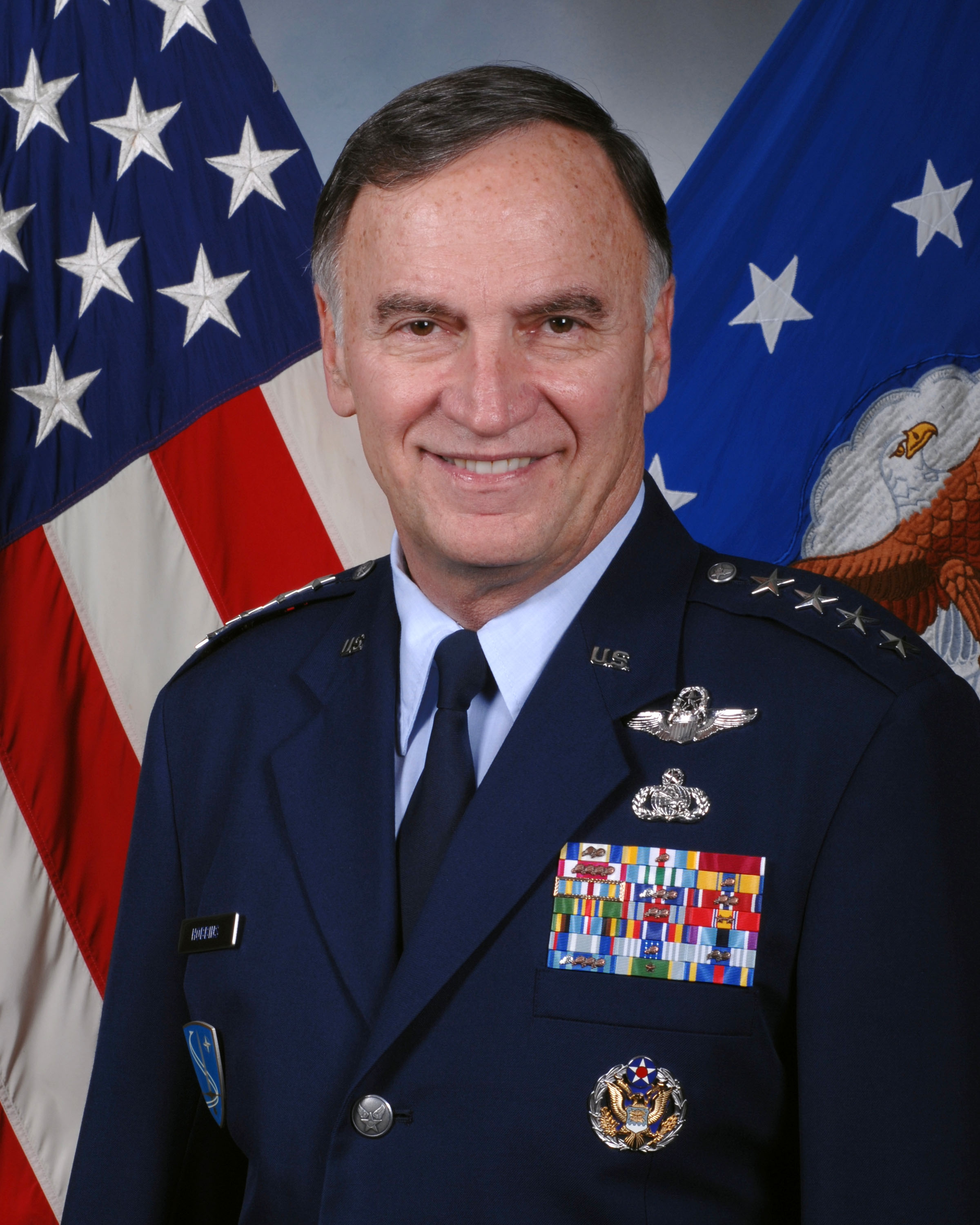
William T. Hobbins

William Thomas Hobbins (* 18. Februar 1946) ist ein pensionierter General der United States Air Force. Er war unter anderem Kommandeur der United States Air Forces in Europe.
William Hobbins wuchs in Ephrata in Pennsylvania auf. Über die Air Force Officer Training School gelangte er im Jahr 1969 in das Offizierskorps der Luftwaffe. Anschließend durchlief er alle Offiziersränge vom Leutnant bis zum Vier-Sterne-General. Im Lauf seiner militärischen Karriere absolvierte Hobbins verschiedene Kurse und Schulungen. Dazu gehörten unter anderem eine Ausbildung zum Kampfpiloten und weitere Fortbildungskurse als Pilot von neuen Flugzeugtypen, die Squadron Officer School, das Armed Forces Staff College, das Air War College das Teil der Air University ist, der Joint Flag Officer Warfighting Course, der Joint Force Air Component Commander Course, der National Security Leadership Course an der Syracuse University und der Leadership Course for Creative Leadership in Colorado Springs.
In seinen frühen Jahren als Offizier der Luftwaffen war William Hobbins an verschiedenen Stützpunkten in den Vereinigten Staaten stationiert. Dabei war er als Pilot, Flugausbilder oder Stabsoffizier bei unterschiedlichen Einheiten tätig. Dazwischen absolvierte er die erwähnten Schulungen. Als Stabsoffizier war er unter anderem im Hauptquartier der Air Force tätig. In den Jahren 1974 und 1975 war er in Thailand und von 1988 bis 1990 in Island stationiert. Zwischen Juli 1992 und Juli 1994 war er auf Yokota Air Base in Japan Abteilungsleiter in der Stabsabteilung für Operationen der United States Forces Japan. Am 15. Juli 1994 erreichte er mit seiner Beförderung zum Brigadegeneral die Generalsränge. Er blieb zunächst in Japan, wo er auf der Kadena Air Base das Kommando über das 18. Geschwader übernahm, das er zwischen August 1994 und Juli 1996 innehatte.
Daran schloss sich eine Versetzung nach Norfolk in Virginia zum damaligen United States Atlantic Command an, aus dem dann das United States Joint Forces Command hervorging. Zwischen August 1996 und April 1998 war Hobbins dort Abteilungsleiter für Planungen und Strategien (Director of Plans and Policy). Es folgte eine Versetzung nach Deutschland zur Ramstein Air Base. Dort war er zwischen April 1998 und Juli 2000 Stabsoffizier bei den United States Air Forces in Europe, wo er die Abteilung für Luftraumoperationen (director of aerospace operations), leitete.
Zwischen August 2000 und August 2003 kommandierte Hobbins auf der Davis-Monthan Air Force Base in Arizona die 12. Luftflotte, die die Luftkomponente des United States Southern Commands ist. Teile dieser Flotte wurden im Rahmen der Operation Enduring Freedom und des Irakkriegs nach Südostasien verlegt und dort für eventuelle Einsätze bereitgehalten. Es folgte eine weitere Versetzung zum Stab des Hauptquartiers der Luftwaffe. Dort leitete er zwischen August 2003 und November 2005 eine Stabsabteilung (Warfighting Integration). Ab Mai 2005 war er zusätzlich als Chief Information Officer für den Staatssekretär der Luftwaffe tätig.
Am 6. Dezember 2005 übernahm William Hobbins auf der Ramstein Air Base als Nachfolger von Robert H. Foglesong das Kommando über die United States Air Forces in Europe und das der NATO unterstehenden Allied Air Command. Diese Ämter bekleidete er bis zum 10. Dezember 2007 als Robert D. Bishop Jr. kommissarisch seine Nachfolge antrat. Wenig später schied William Hobbins aus dem aktiven Militärdienst aus. Als Pilot brachte er es in seinen frühen Jahren auf über 5,000 Einsatzstunden.
Nach seiner Pensionierung war Hobbins unter anderem Berater für Firmen im Bereich der Luftverteidigungsindustrie. Außerdem erscheint er gelegentlich in militärischen Werbespots im American Forces Network.

## Daten der Beförderungen
| Abzeichen | Rang               | Jahr              |
| --------- | ------------------ | ----------------- |
|           | Second Lieutenant  | 22. Dezember 1969 |
|           | First Lieutenant   | 22. Juni 1971     |
|           | Captain            | 1. Februar 1973   |
|           | Major              | 1. September 1979 |
|           | Lieutenant Colonel | 1. Dezember 1982  |
|           | Colonel            | 1. April 1988     |
|           | Brigadier General  | 15. Juli 1994     |
|           | Major General      | 1. Oktober 1996   |
|           | Lieutenant General | 1. Oktober 2000   |
|           | General            | 1. Februar 2006   |

## Orden und Auszeichnungen
William Hobbins erhielt im Lauf seiner militärischen Laufbahn unter anderem folgende Auszeichnungen:
- Defense Distinguished Service Medal
- Air Force Distinguished Service Medal
- Defense Superior Service Medal
- Legion of Merit
- Meritorious Service Medal
- Joint Service Commendation Medal
- Air Force Commendation Medal
- Joint Meritorious Unit Award
- Navy Meritorious Unit Commendation
- Air Force Outstanding Unit Award
- Air Force Organizational Excellence Award
- Combat Readiness Medal
- National Defense Service Medal
- Armed Forces Expeditionary Medal
- Global War on Terrorism Service Medal
- Humanitarian Service Medal
- Air and Space Campaign Medal
- Air Force Longevity Service Award
- NATO-Medaille

Dazu kommen noch verschiedene Ordensbänder (Ribbons) und ausländische Orden. 